# 玉簪
玉簪（学名：Hosta plantaginea）为玉簪属的一種植物，是較為常見的庭院观赏植物。因花蕾酷似白色的玉簪而得名。

## 形态
多年生草本；根生叶丛生，卵状心脏形的叶子很大，绿色有光泽，叶柄较长；花茎长，从叶丛中抽出，顶端有叶状苞片，总状花序，花被漏斗状上部六裂，秋季的夜间开芳香的白色花。结窄长蒴果。

## 分布
分布在中国大陆的四川、浙江、湖北、广东、安徽、湖南、福建、江苏等地，生长于海拔2,200米以下的地区，一般生于草坡、林下及岩石边，目前在重庆金佛山已有人工引种栽培。

## 延伸阅读
[在维基数据编辑]
 《欽定古今圖書集成·博物彙編·草木典·玉簪部》，出自陈梦雷《古今圖書集成》